# Bunter Hof (Osterwieck)

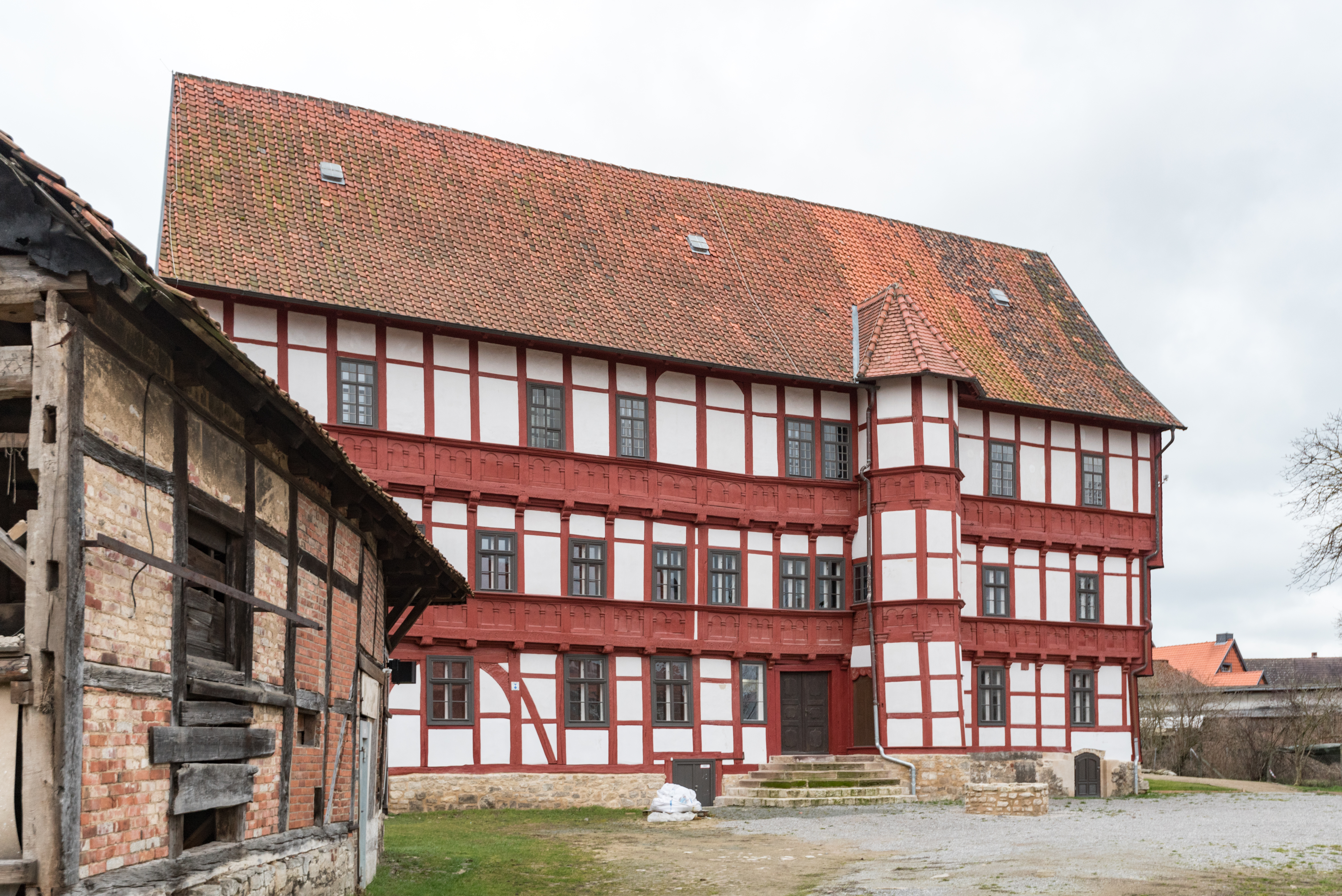
Bunter Hof, Osterwieck

Der Bunte Hof ist ein dreistöckiger Fachwerkbau in der Rössingstraße in Osterwieck, erbaut zwischen 1579 und 1582. Er ist Teil eines Gebäudekomplexes, der bis 1847 im Besitz der Familie von Rössing war.

## Geschichte
Die Familie von Rössing war seit ca. 1450 in dem Gebiet ansässig, sodass von einem Vorgängerbau auszugehen ist. Der Erbauer des Renaissancehofes, Rittmeister und stiftshalberstädter Erbmarschall Ludolf von Rössing (1534–1594), ließ zwischen 1579 und 1589 ebenfalls das Rössinger Wasserschloss errichten. Er ist auf dem Bunten Hof durch eine Inschrift an der Nordfassade verewigt. Das Gebäude findet sich auf dem Stich von Merian von 1641.
Neben dem erhaltenen Südflügel des ehemaligen Komplexes gab es gemäß von Zeichnungen der Jahre 1760 und 1780 außerdem einen Westflügel (Abriss 1952) und ein daran angrenzendes, laut Inschrift um 1530 entstandenes, dreistöckiges Fachwerkgebäude (Abriss um 1880). Beide Flügel verband ein Treppenturm. Das nicht mehr erhaltene Fachwerkgebäude soll noch Ludolfs Vater Lippold III. errichtet worden sein. Über die Ausgestaltung im 19. Jh. berichtet Ludwig Clericus.
Im Lauf der Jahrhunderte erfolgten verschiedene bauliche Veränderungen, so heißt es bspw. in dem Sanierungsbericht: Der dreistöckige Fachwerkbau liegt auf einem aus Kalksteinen gemauerten Keller und Sockel auf. Die vier Keller unter dem Gebäude sind verschiedenen Bauzeiten zuzuordnen. Die westlichen Keller, einer mit Kreuzgratgewölbe und ein angrenzender Keller mit einer Bohlendecke, entstammen einer älteren Bauzeit vor 1579.
1770 bis 1805 war der Hof an die Beamtenfamilie Rostosky verpachtet und diente ab 1869 als Präparandenanstalt. Anschließend waren dort eine Brauerei, eine Gaststätte sowie eine Wirtschaftsküche untergebracht.

## Heutige Situation
Heute ist der Südflügel im Besitz der Stadt, die ihn nach aufwändiger Renovierung u. a. für Trauungen zur Verfügung stellt. Die Renovierung erfolgte nach 31 Jahren Leerstand zwischen 2011 und 2017. Dabei handelte es sich um eine „Energieeffiziente und Substanz schonende Sanierung“ in einem u. a. vom Bundesamt für Bauwesen geförderten und maßgeblich vom Deutschen Fachwerkzentrum Quedlinburg e.V. durchgeführten Projekt. Zu den Renovierungsmaßnahmen zählten u. a. die Instandsetzung von Fenstern, Sohle, Decken- und Dachkonstruktionen sowie die Außenwandsanierung und fachgerechte Putzerneuerung. Neben energieeffizienter Dämmung bemühte man sich im Innern auch darum, die historischen Ausmalungen zu restaurieren. Dazu zählten im Einzelnen zum einen Holzbalkenmalereien wie florale Ornamentik, Blumenranken sowie Gefachmalereien und ein Wanddekor des 19. Jahrhunderts; zum anderen Adelswappen der Vorfahren und Anverwandten der von Rössings im Rittersaal, wie etwa die Wappen der Familien von Ilten, Veltheim, Gadenstedt, Oldershausen, Mandelsloh, Knigge, Landesbergen, Steinberg, Saldern, Haus, Rabe v. Pappenheim und Asseburg. Hinzu kommen aufwändige Gestaltungen in den ehemaligen Privatgemächern derer von Rössing.